# Fridrich I. Falcko-Simmerský
Fridrich I. (19. listopadu 1417 – 29. listopadu 1480) byl od roku 1459 do roku 1480 falcko-simmerský hrabě.
Fridrich se narodil roku 1417 Štěpánovi, hraběti Falcko-Simmersko-Zweibrückému, a jeho manželce Anně z Veldenzu. V 1444 jeho otec rozdělil své území mezi Fridricha a jeho mladšího bratra Ludvíka. Fridrich se 16. srpna 1454 oženil s Markétou z Guelders, dcerou vévody Arnolda. Fridrich zemřel v Simmernu v roce 1480 a byl pohřben v augustiniánském opatství Ravengiersburg.

## Děti
S Markétou (1436 – 15. srpna 1486), dcerou Arnolda, vévody z Guelders :
1. Kateřina Falcko-Simmerská (1455 – 28. prosince 1522), abatyše v klášteře sv. Kláry v Trevíru
2. Štěpán (25. února 1457 – 1488/9) kanovník ve Štrasburku, Mohuči a Kolíně nad Rýnem
3. Vilém (2. ledna 1458 – 1458)
4. Jan I. (15. května 1459 – 27. ledna 1509)
5. Fridricf (10. dubna 1460 – 22. listopadu 1518) kanovník v Kolíně nad Rýnem, Špýru, Trevíru, Mohuči, Magdeburku a Štrasburku
6. Rupert (16. října 1461 – 19. dubna 1507), biskup v Řezně.
7. Anna (30. července 1465 – 15. července 1517) jeptiška v Trevíru
8. Markéta (2. prosince 1466 – srpen 1506) jeptiška v Trevíru
9. Helena(1467 – 21. února 1555) převorka v Anežském klášteře v Trevíru
10. Wilém (20. dubna 1468 – 1481) kanovník v Trevíru